# Tell a Lie
Tell a Lie è il singolo di debutto del cantante olandese Dotan, pubblicato il 1º gennaio 2011.

## Tracce
1. Tell a Lie – 3:55